# Йоганн Фабріціус
Йога́нн Фабрі́ціус (нім. Johann Fabricius; 8 січня 1587 — 19 березня 1616) — голландсько-німецький астроном; син Давида Фабріціуса.
Першим (або, принаймні, одночасно і цілком незалежно від Галілея і Шейнера) відкрив сонячні плями (1610/1611), їх переміщення по диску Сонця і обертання Сонця. Його спостереження викладені у праці «De Maculis in Sole observatis, et apparente earum cum Sole conversione, Narratio etc.» («Опис спостережуваних на Сонці плям, що пересуваються разом з Сонцем», 1611).